# Handball-Bundesliga
Bundesliga este primul eșalon valoric al handbalului masculin german. Competiția a fost fondată în 1965, iar THW Kiel este cel mai titrat club din Germania. 
Începând cu sezonul 2017/18, ultimele două echipe din Bundesliga vor retrograda direct în 2. Bundesliga, în timp ce primele două din 2. Bundesliga vor promova direct în Bundesliga.

## Echipe
Acestea sunt cele optsprezece echipe ale sezonului 2014-2015.
| Echipa                   | Locație              | Arenă                         | Capacitate  |
| ------------------------ | -------------------- | ----------------------------- | ----------- |
| Frisch Auf Göppingen     | Göppingen            | EWS Arena                     | 5.600       |
| Füchse Berlin            | Berlin               | Max-Schmeling-Halle           | 9.000       |
| SC Magdeburg             | Magdeburg            | Bördelandhalle                | 7.000       |
| TuS Nettelstedt-Lübbecke | Lübbecke             | Kreissporthalle Lübbecke      | 3.250       |
| HSV Hamburg              | Hamburg              | O2 World Hamburg              | 13.300      |
| HSG Wetzlar              | Wetzlar              | RITTAL Arena                  | 4.400       |
| HBW Balingen-Weilstetten | Balingen             | Sparkassen-Arena              | 2.350       |
| Rhein-Neckar Löwen       | Mannheim             | SAP Arena                     | 13.200      |
| SG Flensburg-Handewitt   | Flensburg            | Campushalle                   | 6.300       |
| TBV Lemgo                | Lemgo                | Lipperlandhalle               | 5.000       |
| THW Kiel                 | Kiel                 | Sparkassen-Arena              | 10.285      |
| TSV Hannover-Burgdorf    | Hannover             | AWD Hall                      | 4.460       |
| MT Melsungen             | Melsungen            | Rothenbach-Halle              | 4.300       |
| TSG Friesenheim          | Ludwigshafen         | Friedrich-Ebert-Halle         | 2,250       |
| VfL Gummersbach          | Gummersbach          | Eugen-Haas-Halle              | 4.200       |
| SG BBM Bietigheim        | Bietigheim-Bissingen | EgeTrans Arena                | 4.500       |
| GWD Minden               | Minden               | Kreissporthalle               | 4.000       |
| Bergischer HC            | Wuppertal Solingen   | Uni-Halle Klingenhalle        | 3.200 2.600 |
| HC Erlangen              | Erlangen             | Arena Nürnberger Versicherung | 8.130       |

## Câștigătoare
Lista completă a tuturor câștigătoarelor campionatului din 1948.
| Sezon   | Campion               |
| ------- | --------------------- |
| 1947–48 | Berliner SV 92        |
| 1948–49 | RSV Mülheim a.d. Ruhr |
| 1949–50 | SV Polizei Hamburg    |
| 1950–51 | SV Polizei Hamburg    |
| 1951–52 | SV Polizei Hamburg    |
| 1952–53 | SV Polizei Hamburg    |
| 1953–54 | Frisch Auf Göppingen  |
| 1954–55 | Frisch Auf Göppingen  |
| 1955–56 | Berliner SV 92        |
| 1956–57 | THW Kiel              |
| 1957–58 | Frisch Auf Göppingen  |
| 1958–59 | Frisch Auf Göppingen  |
| 1959–60 | Frisch Auf Göppingen  |
| 1960–61 | Frisch Auf Göppingen  |
| 1961–62 | THW Kiel              |
| 1962–63 | THW Kiel              |
| 1963–64 | Berliner SV 92        |
| 1964–65 | Frisch Auf Göppingen  |
| 1965–66 | VfL Gummersbach       |
| 1966–67 | VfL Gummersbach       |
| 1967–68 | SG Leutershausen      |
| 1968–69 | VfL Gummersbach       |
| 1969–70 | Frisch Auf Göppingen  |
| 1970–71 | Grün-Weiß Dankersen   |
| 1971–72 | Frisch Auf Göppingen  |
| 1972–73 | VfL Gummersbach       |
| 1973–74 | VfL Gummersbach       |
| 1974–75 | VfL Gummersbach       |
| 1975–76 | VfL Gummersbach       |
| 1976–77 | Grün-Weiß Dankersen   |
| 1977–78 | TV Großwallstadt      |
| 1978–79 | TV Großwallstadt      |
| 1979–80 | TV Großwallstadt      |
| 1980–81 | TV Großwallstadt      |

| Sezon   | Campion                |
| ------- | ---------------------- |
| 1981–82 | VfL Gummersbach        |
| 1982–83 | VfL Gummersbach        |
| 1983–84 | TV Großwallstadt       |
| 1984–85 | VfL Gummersbach        |
| 1985–86 | TUSEM Essen            |
| 1986–87 | TUSEM Essen            |
| 1987–88 | VfL Gummersbach        |
| 1988–89 | TUSEM Essen            |
| 1989–90 | TV Großwallstadt       |
| 1990–91 | VfL Gummersbach        |
| 1991–92 | SG Wallau-Massenheim   |
| 1992–93 | SG Wallau-Massenheim   |
| 1993–94 | THW Kiel               |
| 1994–95 | THW Kiel               |
| 1995–96 | THW Kiel               |
| 1996–97 | TBV Lemgo              |
| 1997–98 | THW Kiel               |
| 1998–99 | THW Kiel               |
| 1999–20 | THW Kiel               |
| 2000–01 | SC Magdeburg           |
| 2001–02 | THW Kiel               |
| 2002–03 | TBV Lemgo              |
| 2003–04 | SG Flensburg-Handewitt |
| 2004–05 | THW Kiel               |
| 2005–06 | THW Kiel               |
| 2006–07 | THW Kiel               |
| 2007–08 | THW Kiel               |
| 2008–09 | THW Kiel               |
| 2009–10 | THW Kiel               |
| 2010–11 | HSV Hamburg            |
| 2011–12 | THW Kiel               |
| 2012–13 | THW Kiel               |
| 2013–14 | THW Kiel               |
| 2014-15 | THW Kiel               |

| Sezon     | Campion                |
| --------- | ---------------------- |
| 2015-2016 | Rhein-Neckar Löwen     |
| 2016-2017 | Rhein-Neckar Löwen     |
| 2017-2018 | SG Flensburg-Handewitt |
| 2018-2019 | SG Flensburg-Handewitt |
| 2019-2020 | THW Kiel               |
| 2020-2021 | THW Kiel               |
| 2021-2022 | SC Magdeburg           |
| 2022-2023 | THW Kiel               |
| 2023-2024 | SC Magdeburg           |
| 2024-2025 | Füchse Berlin          |

## Legături externe
Materiale media legate de Handball-Bundesliga la Wikimedia Commons
- Site web oficial
- Site-ul Federației